# Sebastião Formosinho Sanchez
Sebastião Pedro Leal Formosinho Sanchez (Lisboa, 1922 — 2004) foi um arquiteto português.

## Biografia
Sebastião Formosinho Sanches formou-se em arquitetura na Escola de Belas-Artes de Lisboa (EBAL) em 1949.
No período de 1964 a 1973 foi professor do curso de Arquitetura da ESBAL.
Com os arquitetos Nuno Portas, Luís Cunha, Diogo Lino Pimentel e Nuno Teotónio Pereira fundou o Movimento para a Renovação da Arte Religiosa
Foi agraciado com os graus de Oficial da Ordem do Infante D. Henrique (2 de setembro de 1966) e de Comendador da Ordem do Mérito (3 de agosto de 1983) das Ordens Honoríficas Portuguesas.

## Obras

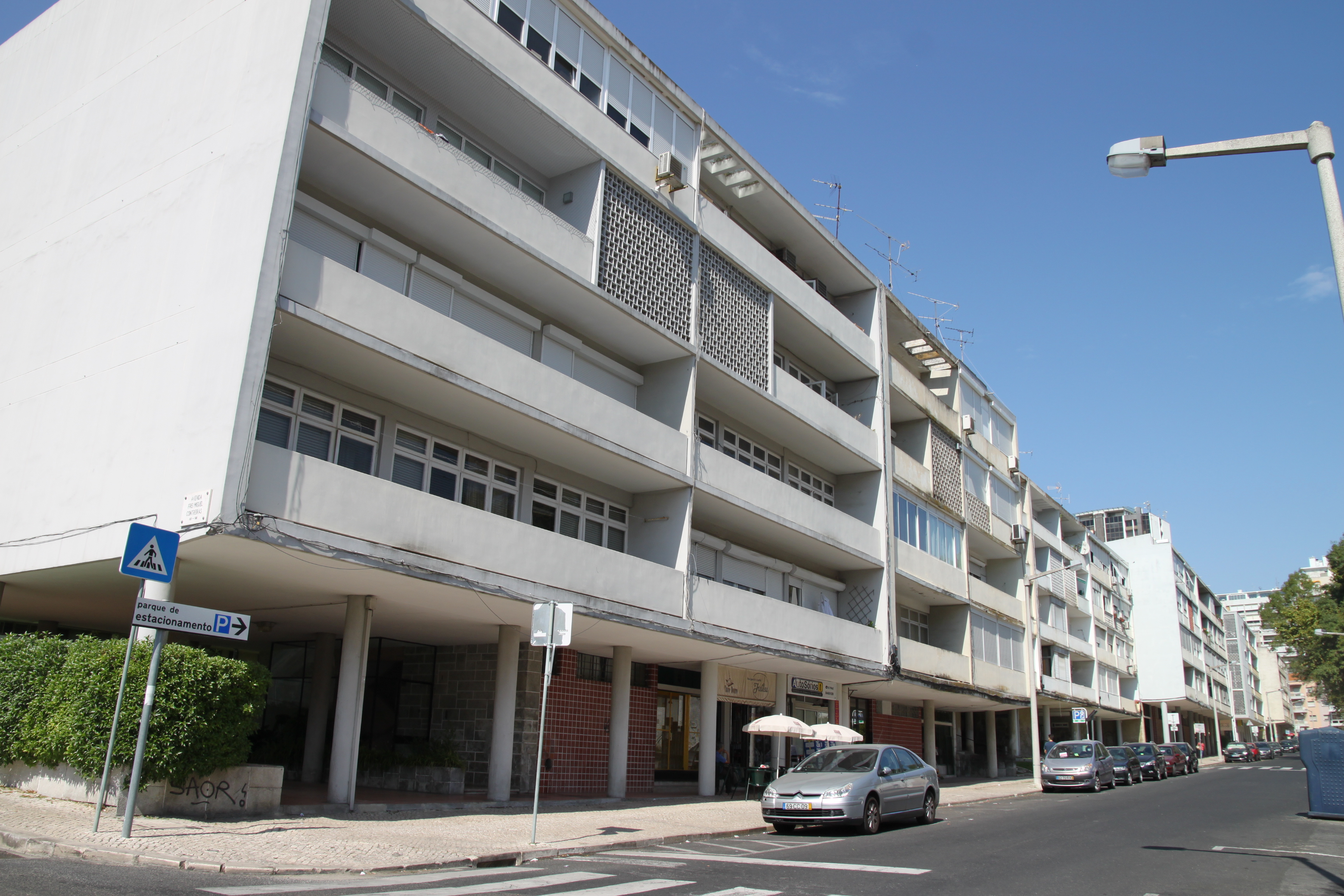
Bairro das Estacas

- Coordenação  das obras para a Exposição de Arte, Ciência e Cultura de 1983[1]
- Palácio da Justiça de Rio Maior (projeto de 1956 e inaugurado em 1961)[5]
- Tribunal Judicial do Redondo (1965)[6]
- Bairro das Estacas (Conjunto habitacional da célula 8 do Bairro de Alvalade[1]), Lisboa (1949-55 - (trabalho conjunto com Ruy Jervis Athouguia) (Prémio Municipal de Arquitectura de 1954)[7]
- Centro de Medicina de Reabilitação do Alcoitão[8]
- Externato Diocesano D. Manuel de Mello (Barreiro) - construção iniciada em 1961, tendo o projeto sido encomendado pelo Grupo CUF[9]
- Bairro de São Miguel, Lisboa - (trabalho conjunto com Ruy Athouguia) (Prémio da Bienal de São Paulo de 1954)[10]
- Edifício Roma, Lisboa - (trabalho conjunto com Ruy Athouguia) (1957-1959)
- Estudo urbanístico da zona marginal de Lisboa[1]
- Projetos para a EPUL[1]
- Hospital e balneário das Caldas de Monchique[2]
- Casa de Saúde da Cruz Vermelha, Lisboa[2]
- Hospital de Miranda do Douro.[2]